# Мэзер, Коттон
Коттон Мэзер, англ. Cotton Mather (12 февраля 1663 — 13 февраля 1728) — американский проповедник, религиозный моралист, биолог и медик, плодовитый писатель и памфлетист, публицист, эссеист (около 450 сочинений), оказавший значительное влияние на американскую политическую мысль XVIII века, а также на американскую литературу. Использовал библейские сюжеты как повод для рассуждений о насущных проблемах современности.

## Биография
Третий отпрыск династии Мэзеров, на протяжении четырёх поколений живших в бухте Массачусетс. Его отец Инкриз Мэзер (1639—1723) — священник, пуританский проповедник, президент Гарварда (1685—1701). Коттон с детства обнаружил поразительные интеллектуальные способности: в возрасте 17 лет окончил Гарвард со степенью бакалавра, а два года спустя получил степень магистра богословия в колледже Святой Троицы в Дублине (1658). Затем он проповедовал в различных приходах Англии, а вернувшись в Америку, получил кафедру церкви в Бостоне; в 1674 году был избран цензором, в 1679 году — членом синода, а в 1685 году — президентом Гарварда.
Он был первым американцем, избранным в действительные члены Лондонского королевского общества за исследования в области зоологии («Curiosa Americana», 1712—1724). Из его многочисленных трудов и сочинений наиболее значительны: «Чудеса незримого мира» («The Wonders of the Invisible World», 1693); «Великие деяния Христа в Америке» («Magnalia Christi Americana, or The Ecclesiastical History of New England», 1702) — многотомный труд, исчерпывающая история поселений в Новой Англии, изложенная в форме биографий ведущих общественных и церковных деятелей Новой Англии XVII в. (огромная книга повествует о «святой миссии пуритан, отправившихся в пустыню, чтобы основать Царствие Божие»; структурно она построена как сменяющие друг друга повествования о жизни «американских святых»; помпезность этого претенциозного труда в какой-то мере искупается рвением его создателя, говорившего: «Я пишу о чудесах христианской религии, притесняемой в Европе и бежавшей к берегам Америки»); трактат «Христианский философ» («Christian Philosopher», 1721); «Manuductio ad Ministerium» (1726); «Ratio Disciplinae» (1726). Особой популярностью пользовалось его этико-философское сочинение «Стремление к добру» («Essays to Do Good», 1710). Бенджамин Франклин признавался, что эта книга оставила в его жизни глубокий след (что не помешало ему выступить с остроумной пародией на произведение Мэзера — серией эссе, подписанных псевдонимом Silence Dogood, в которых с позиций просветительского рационализма подвергается критике концепция первородной греховности человеческой натуры).
Мэзер следил за процессом над Салемскими ведьмами и находился в дружеских отношениях со многими из судей, участвовавших в этом процессе; в связи с процессом он создал трактат о доказательной силе тех или иных свидетельств, написанный в столь туманной манере, что невозможно сделать внятных выводов о том, поддерживал он обвинение или сомневался в нём. Вероятно, участвовал в судебном процессе против Уильяма Флая.
В период сложных отношений между английской короной и американскими колониями некоторое время представлял интересы американских колоний в Англии при дворе короля Якова II. После того, как Яков II в Англии был свергнут, в американских колониях началось восстание против его влиятельных сторонников, и Мэзер стал одним из лидеров этого восстания. 
Наибольший успех сопутствовал его книге «Собрание свидетельств о выдающихся знамениях» (англ. An Essay for the Recording of Illustrious Providences, 1684; известна также под названием «Удивительные знамения», Remarkable Providences), которая представляет собой собрание устных и письменных рассказов людей, утверждавших, что они стали свидетелями различных невероятных и неправдоподобных событий; своей целью автор ставил доказать, что жизнь человека и общества постоянно подвергается воздействию потусторонних сил. Также известны его работы «A Brief History of the Warr with the Indians» (1676) и «Cases of Conscience concerning Evil Spirits Personating Men» (1693).
Также он был известен как учёный-любитель, пропагандировавший в Северной Америке ньютоновскую науку. Он проводил опыты по гибридизации растений, занимался изучением семян и проводил опыты по вакцинации, продвигая технику инокуляции как способ профилактики оспы и других инфекционных заболеваний.
Мэзер был трижды женат и имел 15 детей (из которых только двое пережили его).

## Основные сочинения
- Wonders of the Invisible World (1693) ISBN 0-7661-6867-0 Online edition (PDF)
- Magnalia Christi Americana (1702) ISBN 0-674-54155-3
- The Negro Christianized (1706) Online edition (PDF)
- Theopolis Americana: An Essay on the Golden Street of the Holy City (1710) Online edition (pdf)
- Bonifacius (1710) ISBN 0-7661-6924-3
- The Christian Philosopher (1721) ISBN 0-252-06893-9
- Religious Improvements (1721)
- Manuductio ad Ministerium (1726)
- A Token for the Children of New England (1675) ISBN 1-877611-76-X (inspired by the book by James Janeway and published together with his account in the American volume)